# Bodies
Bodies (іноді вживається назва Let the Bodies Hit the Floor) — це пісня американського хеві-метал-гурту Drowning Pool, а також чільний сингл з їхнього дебютного альбому Sinner. Пісня, що вийшла у травні 2001 року, є однією з найпопулярніших композицій гурту Drowning Pool, і з моменту виходу використовувалася як саундтрек до різних фільмів, телевізійних програм та рекламних роликів. Пісня залишалася топовим чартовим синглом гурту аж до виходу «37 Stitches», який відбувся восени 2008 року. «Bodies» була також використана як пісня-супровід до платного реслінг-шоу WWE SummerSlam (2001), а також іншого реслінг-бренду — WWE ECW — з 2006 до 2008 року.
Рання версія пісні «Bodies» з'явилася на міні-альбомі гурту під назвою Pieces of Nothing. У цій версії відсутній спів у переходах, натомість присутня значно більша кількість скримінгу.

## Огляд
Щодо музичного звучання, «Bodies» має закличний, повторюваний рефрен зі слів «Let the bodies hit the floor!». Текст пісні оснований на послідовному рахунку від одного до чотирьох, при чому кожне число викрикується з кожним разом голосніше, аж доки не доходить до агресивного рефрену. Чистий вокал у музичних переходах пісні створює контраст численним вигукам та брутальному скримінгу. В основі гітарної частини пісні лежить інтенсивне використання педалі wah-wah.
Фронтмен гурту Drowning Pool Дейв Вільямс у телевізійній програмі під назвою Uranium, сказав, що пісня написана про перебування на майданчику для танців мош, але була явно неправильно інтерпретована. Вільямс розвинув цю тему у інтерв'ю 2001 року:

| «Сі-Джей зіграв нам мелодію, і я подумав що вона звучить круто й сказав: „Let the bodies hit the floor“. А вони глянули на мене й сказали, що це теж звучить круто. Тож ми просто вибудували решту пісні навколо цього осердя, і все інше стало на свої місця. Це все стосується мого бачення, коли я дивлюсь на танцмайданчик. Все це про те, як ти забуваєш, що трапилося з тобою цього тижня, коли ти залишаєш всі дурниці біля входу і відриваєшся на повну. Але потрібно мати повагу до інших на танцмайданчику. Якщо ти збиваєш когось з ніг, ти ж мусиш його і підняти знову на ноги. Я не хочу тут розводитись на тему жорстокості, бо ці танці таки жорстокі, але в них існує певна міра поваги та свій кодекс.» Оригінальний текст (англ.) «CJ came up with the riff, and I thought that was cool and I said, 'Let the bodies hit the floor,' and they looked at me and said, 'That's pretty cool.' We just built it around that hook and the rest fell in place. It's about my perspective when I look out and see the pit. It's about forgetting everything that has happened to you that week, leave your bullshit at the door and get it all out. But you have to have respect for the others in the pit. If you push them down, you have to pick them back up. I'm not going to get behind the violence thing, it is violent, but there is a certain amount of respect and a code.» |
Пісня також була в списку композицій у музичній збірці (компіляції), яку випустила взуттєва компанія Journeys разом із піснею «Start the Commotion» гурту The Wiseguys.
Окрім того, пісня використовувалась працівницею WWE — Стефані Мак-Магон під час проведення шоу The Invasion. Вона також була використана як музичний супровід для Ohio Valley Wrestling. В той же спосіб вона була використана і колишнім чемпіоном у важкій вазі UFC, Шейном Карвіном.
Пісню можна теж почути у відеогрі Guitar Hero: Warriors of Rock, у фільмі жахів/тортур Джейсон X (2002), та в трейлері до фільму 2004 року Каратель.
Сингл був використаний також у телевізійному шоу Skins (Велика Британія), сезон 5.

## Відеокліп
Подібно до успіху пісні у радіоефірі, музичний відеокліп «Bodies» знайшов для себе значне місце в ефірному просторі різноманітних музичних каналів у 2001 році. Зрежисований Ґленом Беннеттом, кліп зображує гурт при виконанні своєї пісні у приміщенні, яке нагадує психіатричний заклад, де Вільямс викрикує слова пісні у вухо чоловіка, прив'язаного до крісла. Вирізки з цього відео пізніше були використані у титульній анімації музичної програми Uranium.

## Критика та суперечки
Пісня здобула трохи небажаної слави внаслідок неправильної інтерпретації значення її слів. Не так давно пісню пов'язували із стріляниною в Аризоні 2011 року, в якій однією з постраждалих була конгресмен Габріель Гіффордс. Невдовзі після стрілянини гурт зробив заяву стосовно такої інтерпретації:

| «Цими вихідними ми були просто спустошені, почувши новину про трагічні події, що трапилися в Аризоні, та про те, що нашу музику невірно інтерпретують. „Bodies“ була написана про товариство, що танцює мош, і в жодному разі не про жорстокість.» Оригінальний текст (англ.) «We were devastated this weekend to learn of the tragic events that occurred in Arizona and that our music has been misinterpreted. 'Bodies' was written about the brotherhood of the moshpit and was never about violence.» |
Пізніше гурт додав:

| «Що ж до того, хто виставив в інтернет відео, яке інтерпретує пісню про танці мош як засіб розпалювання жорстокості — то це лише показує, наскільки хворою є ця людина. Ми підтримуємо тих, хто робить що може, аби вберегти безпеку Америки. Ми всім серцем співчуваємо жертвам цієї жахливої трагедії та їхнім сім'ям.»[2] Оригінальний текст (англ.) «For someone to put out a video misinterpreting a song about a moshpit as fuel for a violent act shows just how sick they really are. We support those who do what they can to keep America safe. Our hearts go out to the victims and their families of this terrible tragedy.» |
Пісня «Bodies» послідовно використовувалась допитувачами у таборі-в'язниці Гуантанамо в 2003 році. «Bodies» послідовно награвалася протягом 10 днів у 2006 році, під час допитів підозрюваного в тероризмі Mohamedou Ould Slahi, в той час як його психіку «збуджували різноманітними світловими візерунками» (англ. «exposed to variable lighting patterns»).
9 грудня 2008 року басиста гурту — Стіві Бентона — процитувало видання Associated Press, стверджуючи, що він має за честь те, що військовики США використовують музику гурту для тиску на спійманих злочинців. 13 грудня 2008 року Стіві Бентон на сторінці гурту на MySpace розмістив вибачення за свій коментар стосовно музичних тортур, стверджуючи, що цей коментар «був вирваний з контексту».
Окрім того, Клайв Булл, нічний ведучий лондонської радіостанції LBC 97.3, використав початок пісні для вступу до його шоу, що розпочалось одразу ж після обговорення табору Гуантанамо зі слухачами, які дзвонили на радіо.
Зважаючи на політику YouTube стосовно авторського права, багато користувачів стали використовувати саме цю пісню Drowning Pool у своїх відео, додаючи її за допомогою інструменту AudioSwap — інструмент, розроблений YouTube для того, аби усувати з відеокліпів аудіозаписи, які порушують авторське право, і замінювати їх іншими — попередньо придбаними музичними композиціями, використання яких було узгоджене з виконавцем та/або правовласником. Пісня стала своєрідним інтернет-мемом, особливо на YouTube та пов'язаних ресурсах.

## Список треків
Автор музики і слів Drowning Pool. 
| #  | Назва                               | Тривалість |
| -- | ----------------------------------- | ---------- |
| 1. | «Bodies»                            | 3:24       |
| 2. | «Bodies» (Концерт на Ozzfest)       | 3:28       |
| 3. | «Sermon» (Сесія Total Rock, Лондон) | 4:38       |
| 4. | «Bodies» (Відео)                    |            |

Подарунковий міні-альбом
| #  | Назва                  | Тривалість |
| -- | ---------------------- | ---------- |
| 1. | «Bodies»               |            |
| 2. | «Tear Away»            |            |
| 3. | «I Am» (Демо-версія)   |            |
| 4. | «Follow» (Демо-версія) |            |

Грамплатівка
| #  | Назва                                                          | Тривалість |
| -- | -------------------------------------------------------------- | ---------- |
| 1. | «Bodies»                                                       |            |
| 2. | «Bodies» (Записано на живо на фестивалі Ozzfest, США, 2001 р.) |            |

Промо-CD
| #  | Назва       | Тривалість |
| -- | ----------- | ---------- |
| 1. | «Bodies»    |            |
| 2. | «Tear Away» |            |

Bodies, ремікс із пониженою тональністю гітари, промо-CD
| #  | Назва                                 | Тривалість |
| -- | ------------------------------------- | ---------- |
| 1. | «Bodies» (Знижена тональність гітари) | 3:21       |

Промо-CD № 2
| #  | Назва    | Тривалість |
| -- | -------- | ---------- |
| 1. | «Bodies» | 3:24       |

## Чарти
| Чарт (2001)                                   | Пікова позиція |
| --------------------------------------------- | -------------- |
| US Bubbling Under Hot 100 Singles (Billboard) | 19             |
| США (Alternative Songs) (Billboard)           | 12             |